# Chameau (1718)
Pour les articles homonymes, voir Chameau.
Le Chameau était une flûte militaire de la Marine royale française, construite et lancée par Blaise-Joseph Ollivier et Étienne Hubac à Brest en 1717-1718. Elle faisait partie de ce petit nombre de bâtiments lancés dans les vingt-cinq premières années du règne de Louis XV, période de paix marquée par de faibles crédits pour la Marine. Le Chameau fut utilisé pendant cinq ans pour assurer les liaisons avec le Canada français. C'était l’un des plus gros navires de transport à fréquenter les eaux du Saint-Laurent. Il se perdit par naufrage près de l’île Royale en 1725, ce qui provoqua d’importantes pertes matérielles et un deuil considérable à Québec. L’épave, retrouvée dans les années 1960, a livré un gros trésor numéraire et nombre d’objets dont certains sont exposés au Musée maritime de Louisbourg et à celui d’Halifax (tous deux en Nouvelle-Écosse). Une vente aux enchères, organisée à New York en 1971, permit aux numismates de faire l’acquisition des monnaies d’or et d’argent les mieux conservées.

## Caractéristiques générales
Le Chameau était un bâtiment de charge à deux ponts destiné au transport des personnels et du matériel. Il relevait le nom d’un navire qui avait été capturé sur les Hollandais en 1678 et que la Marine de Louis XIV avait intégré dans ses rangs jusque vers 1696. En 1718, à son entrée en service, il faisait partie des cinq flûtes que la Marine royale pouvait aligner en service. Bien que non destiné au combat, il était équipé, comme navire militaire, d’une artillerie qui était de 30 pièces en temps de paix et de 48 pièces en temps de guerre. L’armement en guerre se répartissait de la façon suivante : 
- le premier pont, percé à 10 sabords portait vingt pièces de 8 livres ;
- le second, percé à 11 sabords portait vingt-deux pièces de 6 livres ;
- les gaillards portaient six pièces de 4 livres[2].

Cet armement était donc composé de canons de petit calibre, ce qui était normal car il n’avait pour mission que de pouvoir se défendre en cas d’agression, pas de participer à des combats d’escadre en ligne de file (les vaisseaux d’une quarantaine de canons emportaient pour cela des pièces de 12, voire de 18 livres). Le Chameau n’ayant servi qu’en temps de paix, on peut donc supposer qu’il ne fut jamais armé à plus de 30 canons.
Le Chameau présentait la particularité d’avoir un quasi frère jumeau, l’Éléphant, construit à Brest en même temps que lui sur les mêmes côtes, mais sous le contrôle d’une autre charpentier (Hélie). Un rapport de 1723 disait du Chameau qu’il « navigue assez bien ». Sa vitesse pouvait pourtant monter à 6 nœuds, ce qui était très élevé pour un navire de charge. C’était donc un bâtiment très réussi. Le père Pierre-François-Xavier de Charlevoix le décrivait comme « une grande et belle flûte du Roy ». Le grand ingénieur Duhamel du Monceau parlait de Chameau comme le dernier mot de l’art des constructions navales.

## Historique

### Les croisières annuelles à Québec (1718 - 1724)

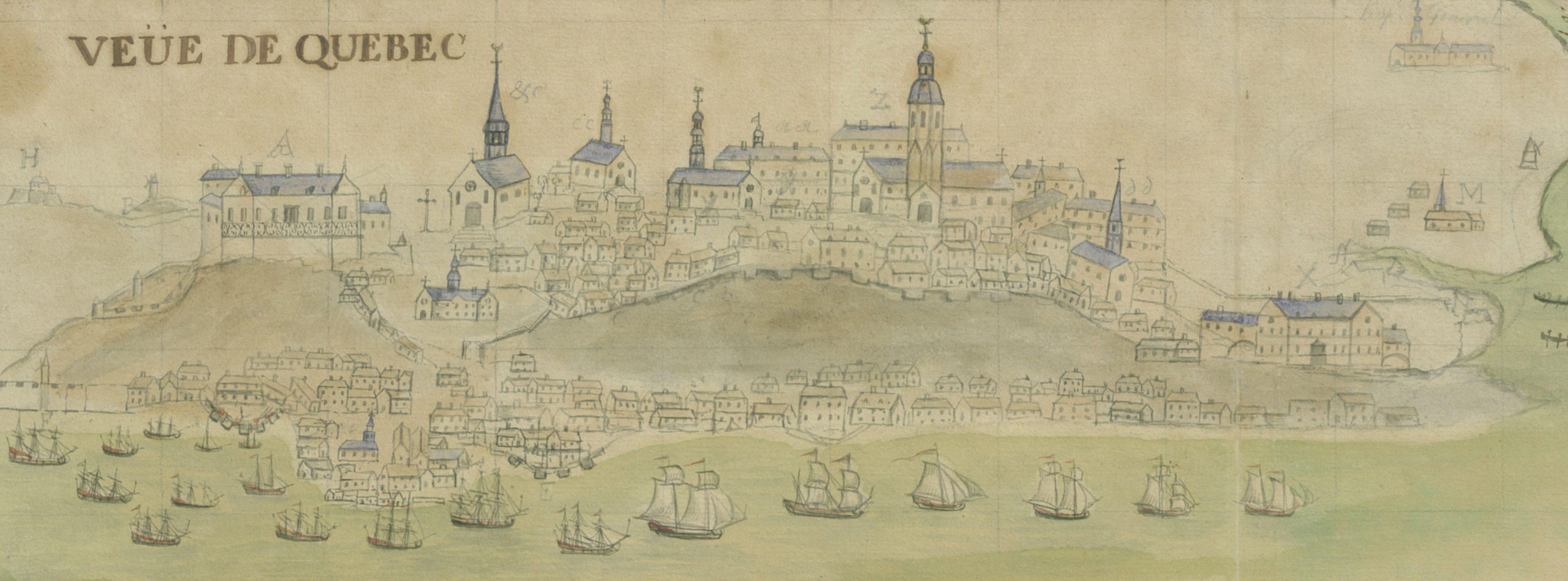
Québec dans les années 1720, à l’époque ou le Chameau y effectua ses croisières depuis la France.

En 1718 - 1719, les rapports indiquent que le Chameau « n’a point été armé ». En 1719, il reçut Rochefort comme port d’affectation, mais les départs de mission se firent depuis l’île d'Aix voisine. Le 2 juillet 1720, le Chameau appareilla pour le Canada sous les ordres du capitaine Voutron. Il transportait des soldats de marine et des civils (dont un religieux, le père jésuite historien de Charlevoix). La traversée fut difficile à cause de vents contraires et d’orages. Le 19 août, le Chameau fut en vue de Terre-Neuve où il faillit s’échouer, faute d’avoir pu déterminer sa position exacte. Le 24 septembre, après une difficile remontée du Saint-Laurent, il arriva à Québec. La traversée ayant été particulièrement longue (83 jours), il y avait de nombreux malades qui durent être hospitalisés à l’Hôtel-Dieu de la ville. 
Au retour, le Chameau fut chargé de pièces de bois de chêne et de pin (mâts, planches, bordages) et de barils de goudron à destination de l’arsenal de Rochefort. Il y avait aussi de nombreux passagers. Le 22 octobre, le navire était prêt à appareiller, mais les vents contraires et la brume le bloquèrent en rade jusqu’au 28. L’équipage subit durement les premiers froids de l’automne canadien. Le Chameau traversa heureusement l’Atlantique sans dommage et entra à Rochefort le 8 décembre 1720. De ce difficile premier voyage, on tira comme conclusion qu’il fallait « faire partir les navires de France les premiers jours de mai (pour arriver plus tôt avant l’été) et de Québec au plus tard le 20 octobre à cause de la proximité de coup de vent de Toussaint » (et des tempêtes d’automne).
Les croisières du Chameau de 1721 à 1724 sont moins bien renseignées, faute de journaux de bord complets ou aussi détaillés que celui de 1720. Le navire fit chaque année un aller-retour entre Rochefort/l’île d'Aix et Québec avec force matériel, ravitaillement et passagers. En 1721 il était commandé par Monsieur de Lamirande. Il appareilla le 11 juillet et arriva à Québec le 30 août. Le 11 septembre, il prit le chemin du retour et mouilla le 20 octobre à l’île d’Aix. En 1722 – 1723, il était sous les ordres de Beaumont de Beauharnais. En 1722, il partit de l’île d’Aix le 6 juillet et en revint le 27 novembre. Les dates du séjour à Québec sont inconnues. Le Chameau croisa peut-être la route d’une autre flûte royale, le Dromadaire, qui desservait Louisbourg depuis l’île d'Aix, ce qui explique parfois que les deux bâtiments soient confondus l’un avec l’autre. En 1723, la croisière dura du 8 juillet au 4 décembre, sans que l’on sache non plus combien de temps le navire séjourna à Québec. En 1724, il passa sous le commandement de Jérémie Méchin. Il partit de France le 24 juillet et arriva à Québec le 11 octobre. Il en repartit le 2 novembre pour retrouver la France le 24 décembre. Les dates de retour dont on dispose sur ces quatre années montrent que les recommandations émises en 1720 pour éviter de rentrer tard dans la saison ne furent guère suivies d’effets.

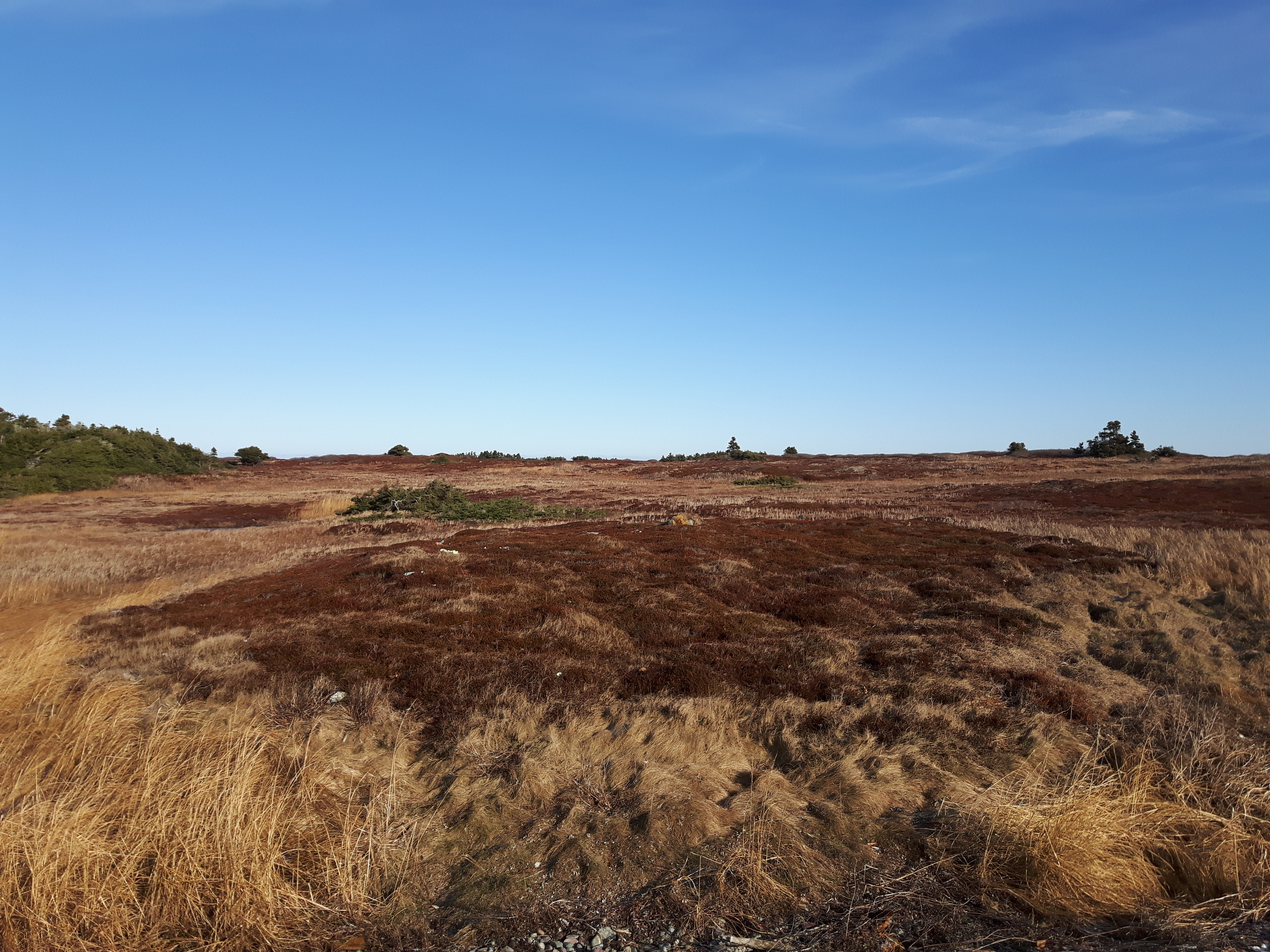
Le site où ont été enterrées les victimes du naufrage, sur l’île Royale.

### Le naufrage près de Louisbourg (1725)

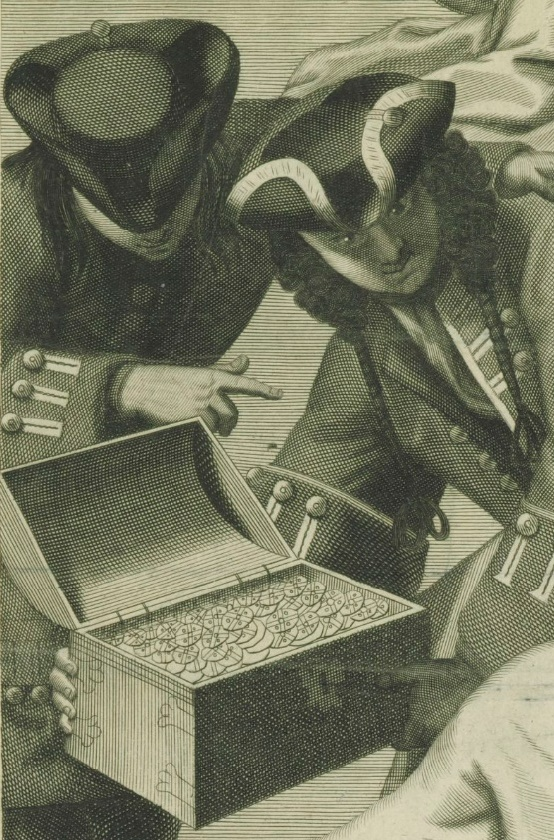
Deux soldats avec un coffre en numéraire. Le Chameau transportait des dizaines de milliers de livres nécessaires à l'économie et à la garnison de Québec.

En juillet 1725, le Chameau appareilla pour la sixième fois à destination du Canada. Il était maintenant sous les ordres du capitaine Saint-James, secondé (pour la remontée du Saint-Laurent) par le pilote Chaviteau. La traversée de l’Atlantique se fit sans encombre, mais dans la nuit du 27 au 28 août, il fut surpris dans les parages de Louisbourg par une tempête qui le jeta sur des récifs où il se perdit. Avec ses 40 mètres de long et ses 600 tonneaux de charge, c’était le plus grand et – en théorie – le plus sûr des bâtiments pour faire le voyage annuel vers Québec. Il y avait à bord entre 250 et 310 ou 316 personnes (le nombre exact n’est pas connu avec précision). Il n’y eut aucun survivant.
La nouvelle du naufrage commença à être connue le lendemain lorsque la mer se mit à rejeter sur les grèves environnantes des dizaines de corps (en tenue de nuit, preuve de la violence et de la soudaineté du naufrage). Parmi les victimes se trouvait Henri de Chazel, le nouvel intendant à Québec, Charles-Hector de Ramezay, fils du gouverneur de Montréal, Louis de La Porte de Louvigné, gouverneur de Trois-Rivières, des pères jésuites et récollets, des colons, 109 hommes de troupes (et tout l’équipage). Certaines dépouilles purent être identifiées, comme celle de Chazel ou du pilote Chaviteau. Un missionnaire récollet, le Père Le Duff, se chargea d’inhumer 180 corps au havre dit de La Baleine, à quelques lieues de Louisbourg. Il fallut aussi nettoyer la côte des « quantités prodigieuses » d’animaux noyés avec les hommes : « cochons, bœufs, moutons, canards et autres volailles ».
L’interrogatoire des pêcheurs révéla que depuis le matin du 26 août, une tempête qui traversait la région les avait empêché de prendre la mer. Le bateau fut facilement identifié grâce aux nombreux débris : des morceaux de mat, des poulies marquées de fleurs de lys, une partie de l’avant avec la « tête de chameau figuré qui étoit à l’éperon ». La mer rejeta aussi quantité de ballots, caisses, barriques, coffres, effets personnels dont des papiers de l’intendant Henri de Chazel. Pour tenter d’arrêter les pillards – inévitables après une fortune de mer – le représentant de l’intendant sortant, Jacques Le Normant de Mézy, fit garder les lieux et promit le tiers des revenus de la vente à tous ceux qui rapporteraient les effets ramassés (tout ce qui put être récupéré fut vendu aux enchères l’année suivante). « Depuis 35 ans que je vais à la mer, je n’ai vu ni entendu parler d’un naufrage si extraordinaire » écrivit de Mézy le 3 septembre au Gouverneur de la Nouvelle-France.
L’économie du Canada était très dépendante des approvisionnements venus de France. Le naufrage du Chameau mit Québec dans une situation difficile. « Comme son chargement était considérable, il en résultat une grande détresse et la ruine de plusieurs familles » (Benjamin Sulte). Outre les pertes humaines, il y avait à bord pour un peu plus de 23 000 livres en marchandises et munitions et 29 000 livres en espèces pour l’entretien des troupes, soit un total d’à peu près 52 000 livres. D’autres sources, cependant, vont jusqu’à plus de 83 000 livres, avec quelque 27 000 livres pour l’habillement des troupes. L’épouse du gouverneur général, la marquise de Vaudreuil, perdit 15 000 livres de « provisions qu’elle faisait passer de France ». L’Intendant dut prendre des mesures d’urgence afin de trouver des vivres et « le petit habillement » pour les troupes. Versailles envoya l’année suivante le frère jumeau du Chameau, l’Éléphant, espérant ainsi que « le retardement des fonds et effets » perdus sur le Chameau « n’a point dérangé le service de la colonie ». Dix-neuf ans plus tard, le père jésuite historien de Charlevoix jugea que ce naufrage avait mis la Nouvelle-France « presque toute en deuil, et lui fit perdre en un jour, plus qu’elle n’avoit perdu en vingt ans de guerre » contre les Anglais et les Iroquois.

## La recherche de l’épave et son exploration

### Une «légende locale»
Le lieu précis du naufrage fut assez rapidement identifié. Dès le mois d’octobre, un officier de Louisbourg, Pierre de Morpain, leva un plan qui signalait « la carcasse du bâtiment » sur un récif à fleur d'eau (une batture) près de l’îlot de Portenove. L’épave ne découvrait pas à marée basse, mais elle restait à faible profondeur et semblait accessible à des plongeurs. En 1726, plusieurs tentatives furent organisées pour récupérer les caisses de numéraire et les canons. Mais, dans les eaux glacées et tumultueuses de l’île Royale, elles ne purent réussir.
Pour sécuriser la côte, on construisit à l'entrée de Louisbourg un phare qui fut mis en service en 1734 (et qui fut le premier bâti en Nouvelle-France). D’autres plans donnant l’emplacement du naufrage furent dressés jusque dans les années 1750, puis le temps et les vicissitudes de l’histoire firent leur œuvre. Avec la perte de Louisbourg et de l’île Royale lors de la guerre de Sept Ans, la France oublia le naufrage du Chameau. Cependant, sur place, le souvenir se conserva pendant plus de deux siècles, même après le départ des Français (chassés au profit de colons anglais) et le changement de nom de l’île (rattachée à la Nouvelle-Écosse).
Des histoires qui se racontent de bouche à oreille se mirent peu à peu à circuler. Deux hommes qui pêchaient le hareng près du Chameau Rock auraient un jour remonté un sac très lourd dans leur filet. Au moment de le sortir de l’eau, les coutures se seraient rompues, libérant des centaines de pièces qui seraient retombées dans la mer. Des pêcheurs de homard auraient récupéré des pièces collées au goudron de longs poteaux immergés. En 1914, un paquebot fit naufrage dans un secteur voisin de celui de 1725. Un scaphandrier venu examiner l’épave affirma avoir vu au fond une formation rocheuse en dent de scie contenant des pièces d’or et d’argent. Ces récits firent accéder le Chameau au rang de « légende locale ».

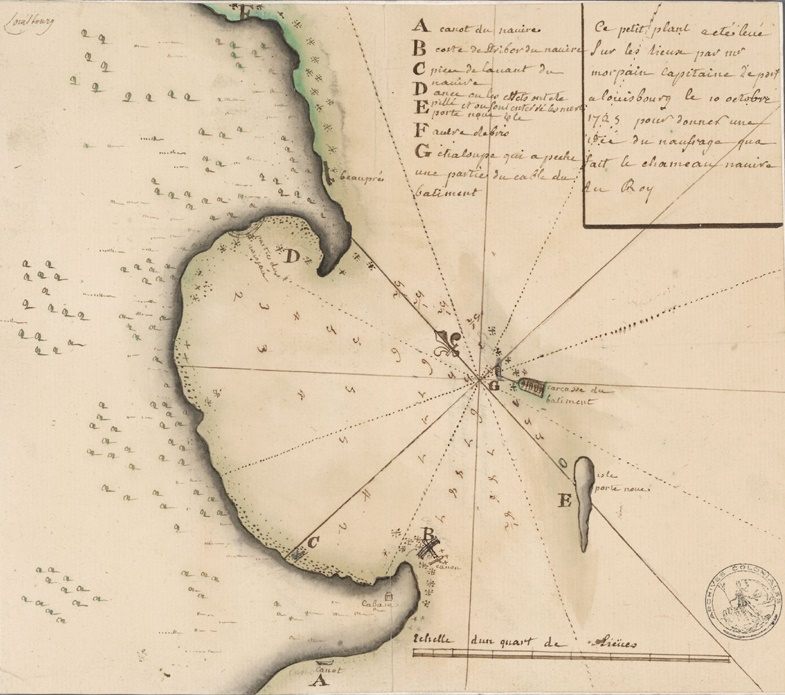
Plan levé en octobre 1725 pour rendre compte du naufrage du Chameau, avec les restes de l'épave et des principaux débris sur les plages.
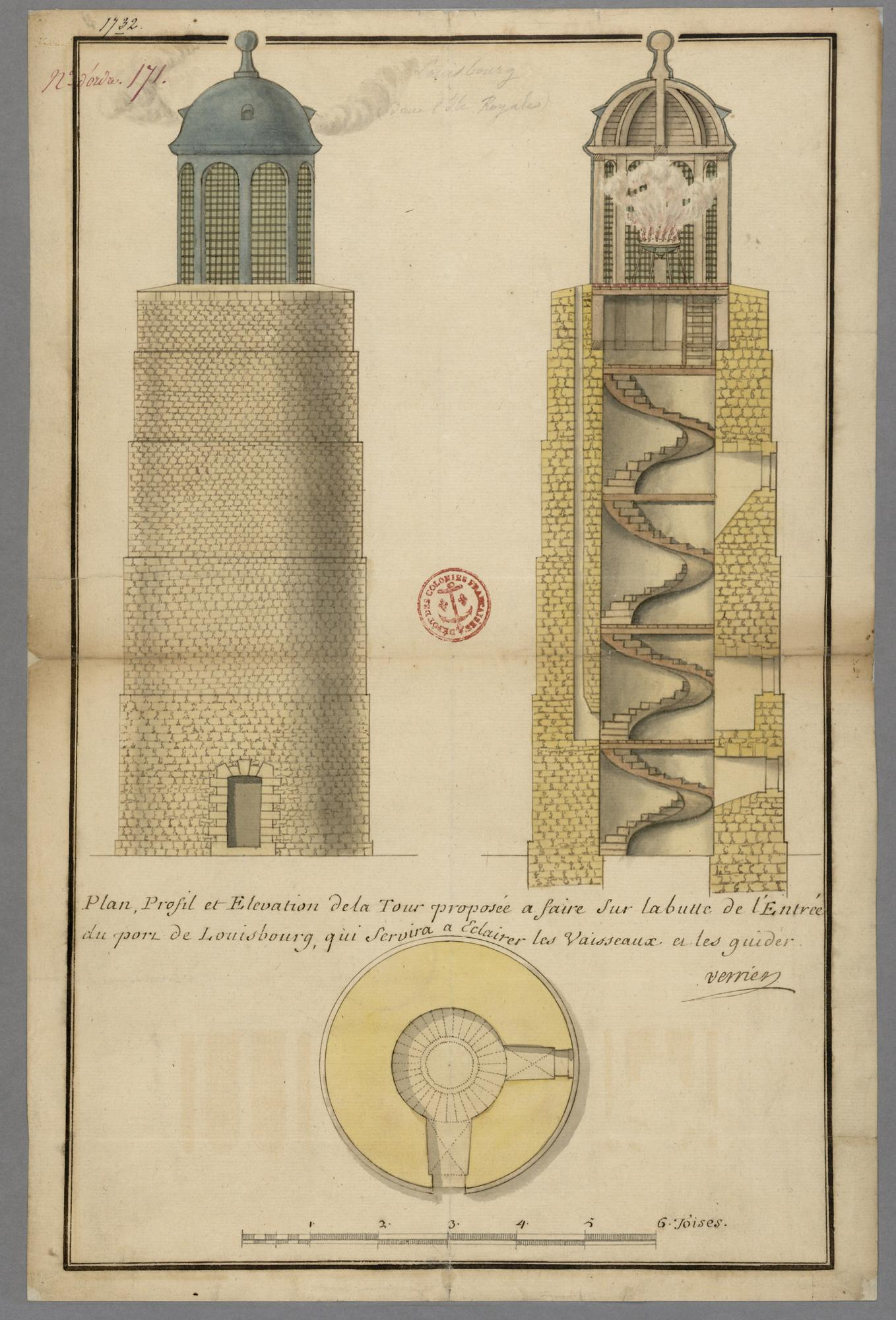
Plan et profil du phare construit après la naufrage du Chameau à l’entrée du port de Louisbourg, en 1734.
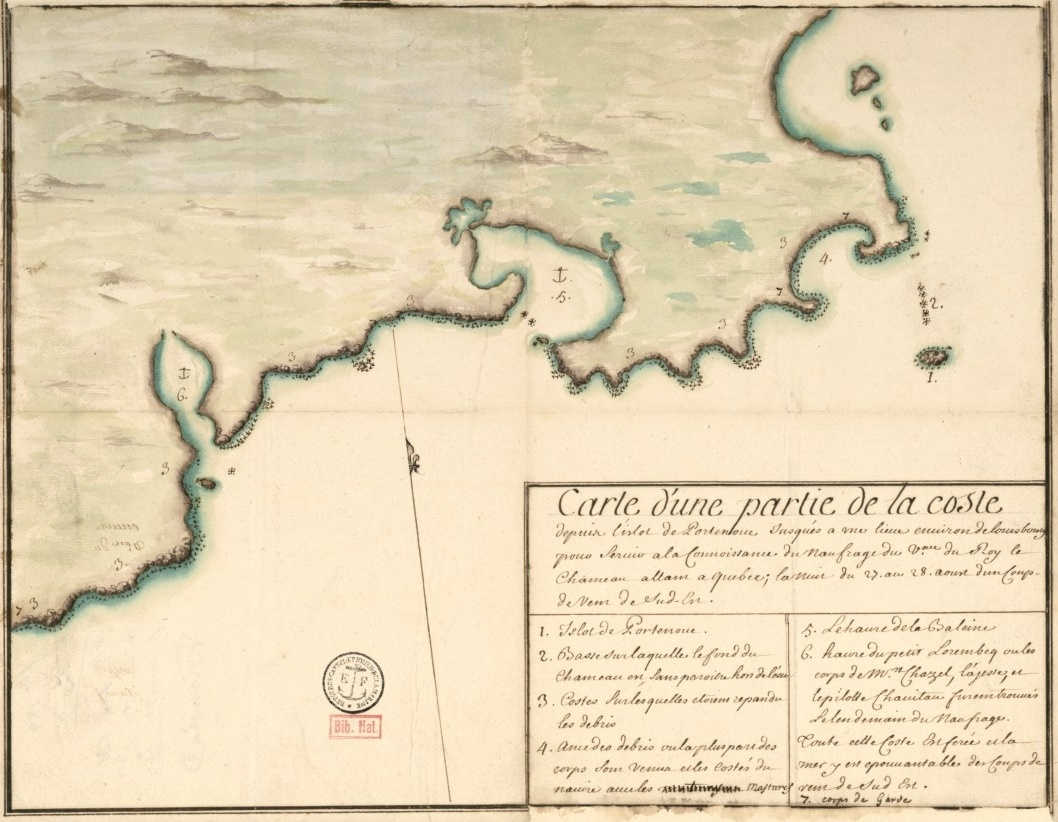
Autre carte dressée en 1735 pour relater le naufrage. Elle localise aussi où furent trouvées certaines victimes.
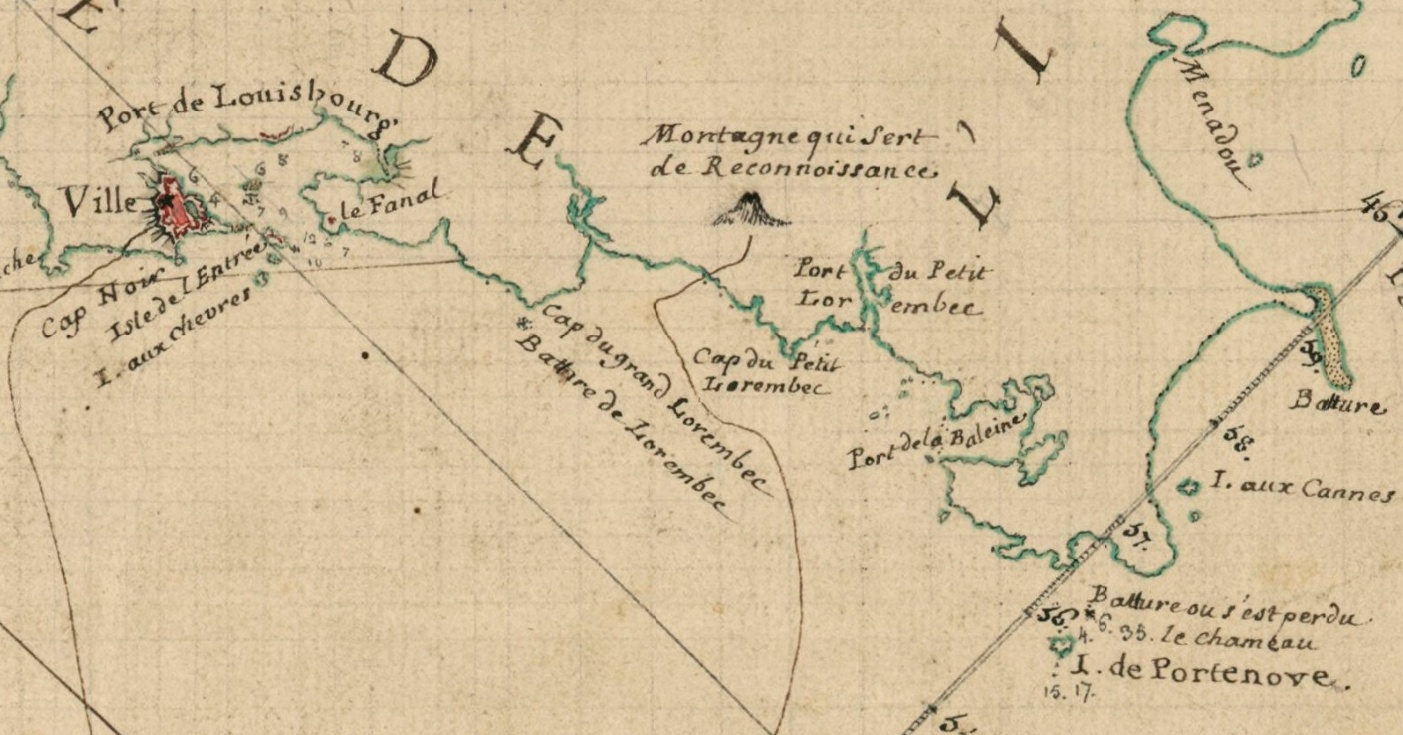
Détail d’une carte de 1750-1751 qui situe le naufrage par rapport à Louisbourg, le lieu d’inhumation des victimes (la Baleine) et le fanal (phare).

### Les fouilles sous-marines et la découverte du trésor (1961 - 1965)
Au début des années 1960, Alex Storm, un plongeur canadien habitué à fouiller les nombreuses épaves de la région, décida de se lancer à la recherche du Chameau. Les premières tentatives eurent lieu pendant l’été 1961 depuis un bateau de pêche. A l’occasion d’une sortie en mer sur une épave de 1923, Alex Storm décida d’explorer les abords d’un récif que tout le monde nommait « Chameau Rock ». Il trouva aussitôt, posés sur le fond, de nombreux canons ainsi que des boulets, souvent collés ensemble par la corrosion. Les plongées suivantes mirent au jour des ancres brisées, une fourchette et une pièce d’argent. Son examen montra qu’elle était du début du règne de Louis XV, ce qui prouvait qu’il s’agissait bien de la bonne épave. Mais Alex Storm n’étant pas équipé pour une fouille approfondie, il ne lui fut guère possible d’aller plus loin. L’idée de remonter une partie des canons pour en garnir la forteresse voisine de Louisbourg dont la reconstruction venait de commencer fut aussi abandonnée car les pièces étaient trop abimées par la corrosion.
En 1965, Alex Storm, avec deux équipiers, Harvey MacLeod et Dave MacEachern, accompagnés d’un équipement plus fourni, revint sur le récif de Chameau Rock. Les plongées commencèrent en mai et durèrent jusqu’à l’automne. Les trois hommes dégagèrent encore de nombreux canons, des balles et des plaques de plomb puis d’autres ancres. Ils dressèrent un plan de site, qui montrait que sous la violence du choc, le Chameau s’était disloqué en répandant des débris sur une vaste surface. Le 19 septembre, par 30 mètres de fond à faible distance du récif, là où avait probablement sombré la partie arrière du bâtiment, ils tombèrent sur les pièces d’argent puis sur les pièces d’or. Heureusement dispersées sur un faible espace après la disparition du bois des caisses et de la coque, elles furent assez faciles à récupérer.
6958 pièces d’argent furent remontées. C’étaient des écus aux 8 livres, mais très abimés par la corrosion marine. 101 seulement étaient en bon état. La plupart portaient la marque des ateliers monétaires de Rochefort et Nantes. Les pièces d’or étaient des Louis. Elles étaient moins nombreuses (environ 500), mais l’or étant inaltérable, elles étaient presque toutes en excellent état. D’autres objets intéressants furent remontés avec le « trésor » : une montre anglaise en argent, une bague sertie d’une émeraude de belle taille, des fourchettes en argent, des cuillères, des poignées d’épée en argent et une croix de chevalier de l’Ordre de Saint-Louis. Elle appartenait sans doute au Sieur d'Esgly, major à Québec. La décoration lui avait été décernée en février 1725. C’était le seul passager du Chameau connu pour faire partie de l’Ordre.

## Les suites judiciaires et la vente du trésor (1966 - 1971)

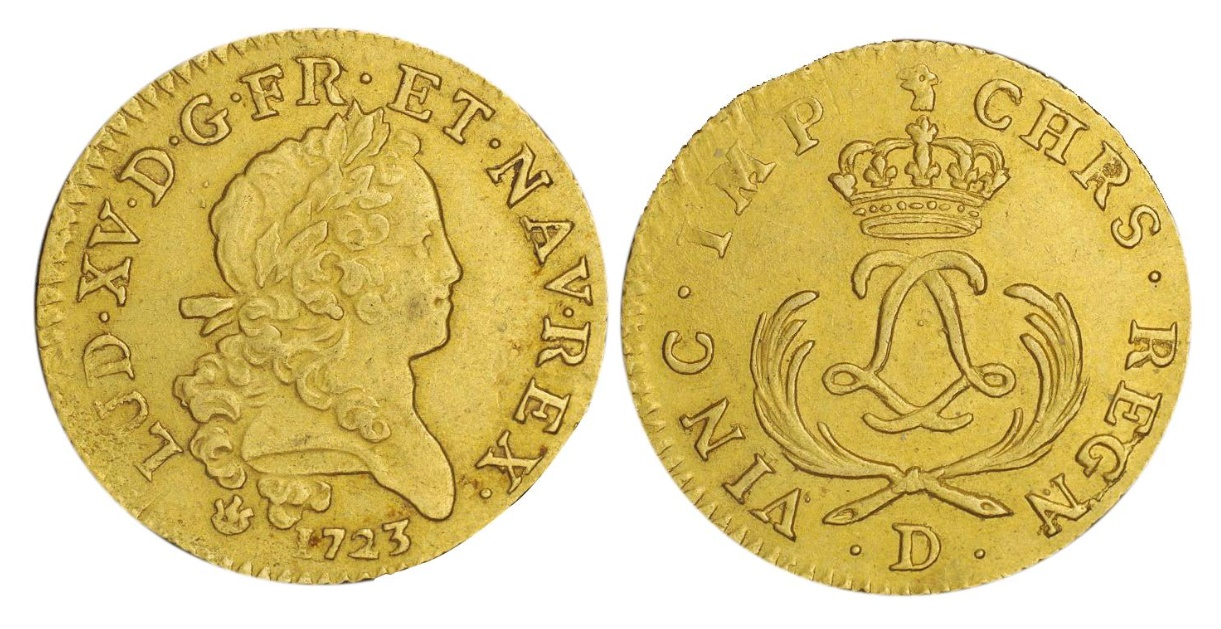
Louis d'or frappé en 1723, retrouvé dans l'épave du Chameau en 1965 et vendu à New York en 1971.

Alex Storm souhaitait mettre à la vente le trésor, mais des problèmes judiciaires retardèrent l’opération. En avril 1966, une action fut intentée devant la Cour suprême de la Nouvelle-Écosse par les partenaires qui avaient signé un accord avec lui en 1961 en vue de la recherche de l’épave. Cet accord prévoyait que Storm devait recevoir 20 % de la revente du trésor. Cependant, rien n’ayant été trouvé en 1961, Storm avait provisoirement arrêté les recherches, mais sans mettre fin légalement à l’accord alors qu’il avait repris les fouilles en 1965 avec de nouveaux partenaires.
Le litige dura plusieurs années et passa successivement de la Cour suprême de la Nouvelle-Écosse à la Cour d'appel de la Nouvelle-Écosse et enfin à la Cour suprême du Canada qui trancha définitivement l’affaire. Cette dernière, dans son jugement, déclara qu’Alex Storm avait enfreint la loi « sur le partenariat et l’entente de partenariat », mais lui accorda la majorité du trésor car les Cours précédentes avaient commis des erreurs de procédure.
Le 12 décembre 1971, dans une salle des ventes newyorkaise, 705 articles furent vendus aux enchères : 688 pièces de monnaie et 17 artéfacts (montre, poignées d’épée, bague d’émeraude, argenterie, croix de chevalier de l’Ordre de Saint-Louis). La vente fit la joie des numismates, nombreux étant ceux intéressés par les écus d’argent aux 8 livres, très rares, car frappés pendant une courte période. La vente, qui fut un réel succès, rapporta pratiquement 200 000 dollars, soit le double de ce qui était attendu. Alex Storm céda aussi beaucoup d’objets lors de ventes privées, mais le bénéfice n’est pas connu.
Le naufrage du Chameau fait maintenant partie de l’Histoire du Canada. L’épave a été régulièrement fouillée depuis 1965, tant par des archéologues sous licence (au moins cinq équipes) que par des pillards cherchant les dernières pièces du « trésor ». Une exposition est présentée dans la galerie « Shipwreck Treasures of Nova Scotia » du Musée maritime de l'Atlantique à Halifax, en Nouvelle-Écosse. Elle comprend des pièces de monnaie, des instruments de navigation, des ustensiles de cuisine et un rare modèle de canon en bronze. Le Musée maritime de Louisbourg présente lui aussi divers objets et une reproduction du site de la découverte. Le Musée de la Banque du Canada a fait l’acquisition d’un important lot de pièces d’or et d’argent. Outre les nombreux articles dans la presse canadienne, la recherche de l’épave fait l’objet d’un projet de film documentaire basé sur des images des années 1960, d’interviews et de reconstitutions en 3D.